# وینفیلد اسکات
وینفیلد اسکات (انگلیسی: Winfield Scott؛ ۱۳ ژوئن ۱۷۸۶ – ۲۹ مهٔ ۱۸۶۶) یک فرد نظامی اهل ایالات متحده آمریکا بود.